# Dagmar Patrasová
Dagmar Patrasová (n. 27 aprilie 1956, Praga, Cehoslovacia) este o actriță și cântăreață cehă. Este căsătorită cu muzicianul Felix Slováček, cu care are doi copii.

## Filmografie selectată
- Mica Sirenă (Malá mořská víla) (1976)
- Trhák (1981)
- Vrchní, prchni! (1981)
- Pericol de sufocare (Choking Hazard, horror, 2004)

### Televiziune
- Pan Tau (2 episoade, 1977)
- Arabela (10 episoade, 1979)
- Vizitatorii (Návštěvníci, 15 episoade, 1983)
- Arabela se vrací (22 de episoade, 1993)